# Polypodium tainiatum
Polypodium tainiatum là một loài thực vật có mạch trong họ Polypodiaceae. Loài này được Sw. miêu tả khoa học đầu tiên năm 1801.